# David Mourão-Ferreira
David Mourão-Ferreira (Lisboa (Portugal), 24 de febrero de 1927 - Lisboa, 16 de junio de 1996) fue un escritor y poeta portugués. En 1981 fue escogido como Sócio Correspondente en la cátedra n.º 5 de la Academia Brasileña de Letras.

## Biografía
Mourão-Ferreira nació en Lisboa, hijo de David Ferreira y Teresa de Jesus Ferro Mourão. Tuvo un hermano, llamado Jaime. Estudió filología románica en la Universidad de Lisboa, graduándose en 1951. En 1957, empezó a enseñar en esta universidad.
Mourão-Ferreira trabajó con varios periódicos y revistas, incluyendo Seara Nova y el Diário Popular, siendo director del diario A Capital y de la revista Colóquio-Letras. Además, en 1950, fue uno de los cofundadores de la revista Távola Redonda. Entre 1963 y 1973, fue secretario general de la Sociedade Portuguesa de Autores. También fue Ministro de Cultura entre 1976 y 1978 y en 1979. En 1981, Mourão-Ferreira fue condecorado con la gran cruz de la Orden de Santiago de la Espada.
Mourão-Ferreira estuvo casado con Maria Eulália Barbosa Valentim de Carvalho, con quien tuvo dos hijos: David Carvalho y Adelaide Constança.

## Obras
Se dedicó sobre todo a la poesía, incorporando formas tanto populares como cultas procedentes de la tradición clásica. En toda su obra predominan los temas amorosos.

### Poemarios
- Música de Cama (1994, antología)
- Obra Poética, 1948-1988 (1988)
- Os Ramos e os Remos (1985)
- Obra Poética (1980)
- As Lições do Fogo (1976)
- Sonetos do Cativo (1974)
- Matura Idade (1973)
- Cancioneiro de Natal (1971)
- Lira de Bolso (1969)
- A Arte de Amar (1967)
- Do Tempo ao Coração (1966)
- Infinito Pessoal (1962)
- In Memoriam Memoriae (1962)
- Os Quatro Cantos do Tempo (1958)
- Tempestade de Verão (1954)
- A Secreta Viagem (1950)

### Obras de ficción
- Duas Histórias de Lisboa (1987)
- Um Amor Feliz (1986)
- As Quatro Estações (1980)
- Os Amantes (1968, cuentos)
- Gaivotas em Terra (1959)